# Hieracium charitodon
Hieracium charitodon es una especie de planta con flor del género Hieracium, de la familia Asteraceae, orden Asterales. Con frecuencia se confunde con Hieracium apheles, con la diferencia que H. charitodon cuenta con hojas de tallo con dientes de mayor tamaño.

## Distribución
Hieracium charitodon se distribuye por Gales.

## Taxonomía
Fue descrita científicamente por P. D. Sell. Fue publicada en Fl. Gr. Brit. Ireland 4: 532 (2006).